# Comuna Bănișor, Sălaj
Bănișor este o comună în județul Sălaj, Transilvania, România, formată din satele Ban, Bănișor (reședința) și Peceiu.

## Așezare
Comuna ocupă o suprafața de 32,10 km2 din Depresiunea Șimleului, în bazinul hidrografic al Banului, afluent de stânga al Crasnei. Este alcătuită din trei localități: Bănișor (sat reședință de comună, situat la 30 km față de municipiul Zalău), Ban și Peceiu - sate componente ale comunei. Bănișorul și Banul sunt atestate documentar din anul 1213, sub denumirea de villa Ban și respectiv villa Bani. La un an diferență (1214), Peceiu este menționat sub denumirea de villa Pechely.

## Demografie
Componența etnică a comunei Bănișor
     Români (94,52%)
     Romi (1,15%)
     Alte etnii (0,33%)
     Necunoscută (4%)
Componența confesională a comunei Bănișor
     Ortodocși (78,07%)
     Baptiști (11,73%)
     Martori ai lui Iehova (1,37%)
     Greco-catolici (1,21%)
     Alte religii (3,23%)
     Necunoscută (4,39%)
Conform recensământului efectuat în 2021, populația comunei Bănișor se ridică la 1.824 de locuitori, în scădere față de recensământul anterior din 2011, când fuseseră înregistrați 2.022 de locuitori. Majoritatea locuitorilor sunt români (94,52%), cu o minoritate de romi (1,15%), iar pentru 4% nu se cunoaște apartenența etnică. Din punct de vedere confesional, majoritatea locuitorilor sunt ortodocși (78,07%), cu minorități de baptiști (11,73%), martori ai lui Iehova (1,37%) și greco-catolici (1,21%), iar pentru 4,39% nu se cunoaște apartenența confesională.

## Politică și administrație
Comuna Bănișor este administrată de un primar și un consiliu local compus din 11 consilieri. Primarul, Eugen-Sorin Maxim[*], de la Partidul Social Democrat, este în funcție din 2016. Începând cu alegerile locale din 2024, consiliul local are următoarea componență pe partide politice:
|  | Partid                              | Consilieri | Componența Consiliului | Componența Consiliului | Componența Consiliului | Componența Consiliului |
|  | ----------------------------------- | ---------- | ---------------------- | ---------------------- | ---------------------- | ---------------------- |
|  | Partidul Social Democrat            | 4          |                        |                        |                        |                        |
|  | Partidul Național Liberal           | 2          |                        |                        |                        |                        |
|  | Uniunea Salvați România             | 2          |                        |                        |                        |                        |
|  | Alianța pentru Unirea Românilor     | 1          |                        |                        |                        |                        |
|  | Partidul Național Conservator Român | 1          |                        |                        |                        |                        |
|  | Partidul S.O.S. România             | 1          |                        |                        |                        |                        |

## Economie
Economia comunei este preponderent agrară, aici înregistrându-se însemnate producții la culturile cerealiere.